# William Lockhart
Pour les articles homonymes, voir Lockhart.
William Lockhart, né le 22 août 1820 à Warlingham (Angleterre) et décédé le 15 mai 1892 à Londres, est un prêtre rosminien britannique. Initialement anglican, il est le premier membre du mouvement d'Oxford à rejoindre la pleine communion avec l'Église catholique. 

## Biographie

### Jeunesse et formation
William Lockhart est le fils du révérend Alexander Lockhart et le cousin de John Gibson Lockhart. Après avoir étudié à la Bedford School (en), il entre au Collège d'Exeter, à Oxford en 1838. Il y fait notamment la connaissance d'Edward Douglas, supérieur des Rédemptoristes, du jésuite Ignace Grant et de l'artiste John Ruskin.
À la lecture de l'Œuvre posthume de Richard Hurrell Froude et des Églises étrangères de Frederick William Faber, il se met à douter du fait que le protestantisme est la religion des apôtres de Jésus-Christ. Il rend visite alors Henry Edward Manning à Lavington mais celui-ci l'exhorte à accepter l'invitation de John Henry Newman qui l'encourage à devenir prêtre au sein de l'Église anglicane. Il obtient un baccalauréat ès arts en 1842 et rejoint John Henry Newman, alors prêtre anglican lui-même, dans sa paroisse de Littlemore où il est chargé de traduire une partie de l'histoire d'André de Fleury et d'écrire une vie de saint Gilbert de Sempringham pour le mouvement d'Oxford.

### Conversion au catholicisme
Ses convictions anglicanes continuent à s'affaiblir. En 1841, la Fin de la controverse religieuse de Mgr John Milner (en) le mène à se rapprocher du catholicisme tandis que ses doutes à propos de l'irrésolution de Newman, qui recherche encore une voie conciliatrice entre le catholicisme et l'anglicanisme, se confirment. Il hésite encore quelques semaines mais finalement confirme à Newman qu'il renonce à l'ordination sacerdotale, doutant de la validité des sacrements anglicans. Mais le père W. G. Ward le persuade de revenir à Littlemore pendant trois ans.
Toutefois, environ un an plus tard, il croise la route du père Aloysius Gentili (en), membre de l'ordre des rosminiens nouvellement fondé. Renaît alors sa crise spirituelle. En août 1843, il se rend chez le père Gentili à Loughborough. Cette visite donne alors lieu à une retraite de trois jours qui le mène enfin à rejoindre la pleine communion avec l'Église catholique, qu'il considère comme la seule véritable Église du Christ. 
Le 29 août 1843, il entre au sein de l'ordre des rosminiens, puis prononce ses vœux simples le 7 avril 1844, et fait enfin sa profession solennelle 8 septembre 1845. Il est alors le premier des membres du mouvement d'Oxford à devenir catholique. Sa conversion affectera d'ailleurs grandement Newman, qui fera la même démarche peu de temps plus tard. 

### Prêtrise
Il est ordonné sous-diacre en la chapelle du Collège d'Oscott le 19 décembre 1845, puis diacre le 5 juin 1846 et enfin, il est ordonné prêtre le 19 décembre suivant en la chapelle du Collège de Ratcliffe. Il se consacre quelques mois à la prédication de missions puis se voit nommé curé de Shepshed le 5 juin 1847. Après avoir organisé des prédications en Angleterre et en Irlande, il tombe malade et doit passer l'hiver 1853 à Rome. Sur le chemin du retour, il rend visite à Antonio Rosmini, à Stresa. 
Il traduit plusieurs de ses œuvres puis écrit en 1886 le deuxième volume de sa biographie. Il dirige également deux périodiques: le Catholic Opinion, dont il est le fondateur, et The Lamp, fondé par le père Paul Wattson. 
En 1854, il est à l'origine de la mise en place d'une maison et d'une église rosminienne à Kingsland. En 1873, il achète à ses frais l'église Sainte-Etheldrède d'Ély (en), la restaure pour le culte catholique et la dessert jusqu'à sa mort d'une syncope le 15 mai 1892.